# O Capitão Blood
Captain Blood (bra/prt: O Capitão Blood) é um filme estadunidense de 1935, dos gêneros swashbuckler, ação e aventura histórica, dirigido por Michael Curtiz, e estrelado por Errol Flynn e Olivia de Havilland. O roteiro de Casey Robinson foi baseado no romance "Captain Blood: His Odyssey" (1922), de Rafael Sabatini.
A trama retrata a história de um médico preso e seus companheiros prisioneiros que escapam de seu cruel cativeiro em uma ilha para se tornarem piratas das Índias Ocidentais. Uma versão anterior da adaptação do romance, o filme mudo da Vitagraph de 1924, estrelou J. Warren Kerrigan como Peter Blood.
A Warner Bros. arriscou-se ao escalar dois artistas relativamente desconhecidos nos papéis principais. No entanto, a atuação de Flynn fez dele uma grande estrela de Hollywood, o estabelecendo como o sucessor natural de Douglas Fairbanks e um "símbolo de um homem invencível" durante a Grande Depressão; já a atuação de de Havilland fez dela uma estrela muito conhecida em apenas sua quarta aparição no cinema. Em 1938, eles se uniram novamente com Basil Rathbone em "The Adventures of Robin Hood". No mesmo ano, Rathbone também estrelou "The Dawn Patrol" ao lado de Flynn.
Este foi o primeiro dos oito filmes que de Havilland e Flynn coestrelaram juntos. Em 1962, o filho de Flynn, Sean, estrelou "The Son of Captain Blood".

## Sinopse
Em 1689, o ex-soldado, marinheiro e agora médico irlandês Peter Blood (Errol Flynn), agora na Inglaterra, só pensa em continuar a exercer sua profissão pacificamente. Sua vida complica quando ele é chamado para cuidar de um ferido da Rebelião de  Monmouth, o que faz os guardas do Rei James II (Vernon Steele) o prender por traição. Condenado à morte, sua pena é alterada para escravidão quando o rei descobre que faltam trabalhadores em suas colônias. Blood é enviado para Port Royal, na Jamaica, para iniciar uma nova função. O rapaz é enviado para uma plantação após, por um mero capricho, ser comprado por Arabella Bishop (Olivia de Havilland), sobrinha do Coronel Bishop (Lionel Atwill), o cruel chefe militar local. O governador Steed (George Hassell), que sofre de gota, recebe Blood para tratá-lo, mas o Coronel Bishop – que desgosta tanto da companhia do rapaz – acaba por prendê-lo por ajudar um prisioneiro. Nesse momento, piratas espanhóis chegam e bombardeiam a cidade, dando oportunidade a Blood e seus homens de escaparem. Eles capturam um dos navios e salvam a cidade, fugindo depois para o mar, transformando-se também em piratas, que atacam qualquer navio que cruze a sua rota.

## Elenco
- Errol Flynn como Peter Blood

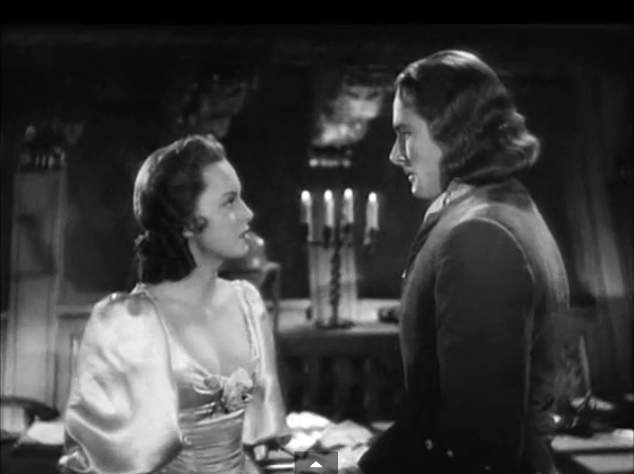
De Havilland e Flynn em cena do filme.

- Olivia de Havilland como Arabella Bishop
- Lionel Atwill como Coronel Bishop
- Basil Rathbone como Levasseur
- Ross Alexander como Jeremy Pitt, amigo de Blood e navegador
- Guy Kibbee como Henry Hagthorpe, mestre artilheiro
- Henry Stephenson como Lorde Willoughby
- Robert Barrat como John Wolverstone
- Hobart Cavanaugh como Dr. Bronson
- Donald Meek como Dr. Whacker
- Jessie Ralph como Sra. Barlow
- Forrester Harvey como Honesty Nuttall
- Frank McGlynn, Sr. como Reverendo Uriah Ogle
- Holmes Herbert como Capitão Gardner
- David Torrence como Andrew Baynes
- J. Carrol Naish como Cahusac
- Pedro de Cordoba como Don Diego
- George Hassell como Governador Steed
- Harry Cording como Kent
- Leonard Mudie como Barão George Jeffreys
- Ivan F. Simpson como Promotor
- Mary Forbes como Sra. Steed
- E. E. Clive como Escrivão do Tribunal
- Colin Kenny como Lorde Chester Dyke
- Vernon Steele como Rei James II
- Murray Kinnell como Oficial de Justiça
- Halliwell Hobbes como Lorde Sunderland (não-creditado)

## Produção
A Warner Bros. estava inspirada em adaptar a história de Sabatini, produzida pela primeira vez pela Vitagraph Studios em um filme mudo de 1924, depois que a popularidade de "Treasure Island" (1934) e "The Count of Monte Cristo" (1934) reviveu o gênero swashbuckler em Hollywood.
Os cenários, navios e cidade de Port Royal eram miniaturas, conjugadas com cenários em tamanho natural e acrescidas de algumas cenas de batalha naval do filme "The Sea Hawk" (1924). Cenas da primeira adaptação da peça de Sabatini também foram utilizadas.

### Escolha de elenco
O papel principal foi originalmente oferecido a Robert Donat, que estrelou o filme de sucesso "The Count of Monte Cristo" (1934). O asmático Donat recusou o papel, preocupado que as sequências de ação seriam muito cansativas para ele. Uma série de testes com inúmeros outros atores levou o estúdio até Flynn, um ator australiano pouco conhecido. Em janeiro de 1935, a Warner Bros. contratou Flynn e o trouxe para Hollywood depois de vê-lo no filme B britânico "Murder at Monte Carlo". Para o papel principal feminino, Jean Muir foi originalmente escalada para contracenar com Donat, mas depois que Muir recusou o papel, o estúdio se concentrou em de Havilland, de 19 anos, que estrelou três filmes anteriores no mesmo ano, incluindo "Sonho de uma Noite de Verão", de Max Reinhardt e William Dieterle.

### Locações
A maior parte do filme foi filmada nos estúdios da Warner Bros. no verão de 1935. Algumas cenas externas, como a luta de espadas entre Rathbone e Flynn em uma costa do Caribe, foram filmadas em Laguna Beach, na Califórnia. A sequência final da batalha entre a tripulação pirata de Blood e os navios franceses empregou uma das maiores equipes técnicas reunidas em um só filme, exigindo 2.500 figurantes.
Durante as filmagens, Flynn desmaiou devido a um surto de malária que contraiu na Nova Guiné.

## Recepção
A produção estreou em 26 de dezembro de 1935 no Mark Strand Theatre, em Nova Iorque, e foi lançada nos cinemas dos Estados Unidos dois dias depois, em 28 de dezembro de 1935. O filme recebeu críticas positivas e ampla aprovação do público. No entanto, a crítica da Variety citou os pontos fracos do enredo:
"Blood é uma entrada cinematográfica espetacular, que, embora não seja perfeita, é bastante atraente. Suas diversas pequenas discrepâncias, no entanto, contam contra uma contagem final mais satisfatória. As inconsistências, embora não sejam frequentes, são bastante proeminentes e às vezes irritantes.
Como, por exemplo, a batalha marítima culminante do navio pirata solitário (Blood's), agora voluntário na causa da Inglaterra, contra os dois navios franceses. Uma fragata francesa fica parada até que o corsário de Blood conquiste uma, e então direcione seu ataque para a outra. O final com o governador frustrado, em cujo lugar Blood é nomeado, é um pouco excessivamente melodramático.

E subjacente a tudo isso, como uma deficiência produtiva, está a falsa premissa do titular Capitão Blood. Aqui está um jovem galante e envolvente que ... repele os mesmos aspectos que primeiro cimentam seu bravo apelo".
Apesar de também encontrar falhas no roteiro de Captain Blood e na apresentação de algumas sequências de batalha, a Variety chamou o desempenho de Flynn de "impressionante", e previu que seu trabalho no filme lhe daria "grandes valores futuros de um astro".
Escrevendo para o The Spectator em 1936, Graham Greene fez uma crítica morna, descrevendo o filme como seu favorito daqueles que ele havia criticado naquela semana, mas descrevendo-o como "uma confusão bem-humorada" e observando a "caracterização magnificamente errada" de Rei James. Greene também escreveu que grande parte do filme incluía detalhes anacrônicos relacionados a roupas e cenários.
A revista Filmink escreveu mais tarde: "Flynn teve sorte – não apenas por estar no lugar certo na hora certa com a falta de competição certa, mas com seus colaboradores em Captain Blood".

### Bilheteria
O filme foi um sucesso de bilheteria. De acordo com os registros da Warner Bros., o filme arrecadou US$ 1.357.000 nacionalmente e US$ 1.733.000 no exterior, totalizando US$ 3.090.000 mundialmente. O retorno lucrativo da produção foi de US$ 1.462.000.

## Trilha sonora
A produção apresenta uma trilha sonora emocionante e romântica, a primeira desse tipo para um filme sonoro, do compositor austríaco Erich Wolfgang Korngold. Em 1935, a Warner Bros. pediu a Korngold para ser o compositor do filme, mas ele recusou, sentindo que uma história sobre piratas estava fora de sua zona de conforto e interesse. No entanto, Korngold mudou de ideia depois de assistir às filmagens.

"Korngold não só tinha a estrutura, mas também o dom da melodia, um senso inato de teatro, e a habilidade de manipular sentimentos, emoções, humor e empolgação. Em suma, se Jack L. Warner estivesse orando por um compositor, então suas orações teriam sido atendidas". — Tony Thomas, historiador de filmes.:10

Korngold foi obrigado a compor mais de uma hora de música sinfônica em apenas três semanas. O curto espaço de tempo o forçou a pegar emprestado trechos de alguns poemas sinfônicos de Franz Liszt, que constituíram aproximadamente dez por cento da trilha sonora. Korngold não queria receber o crédito por todas as músicas presentes no filme, insistindo que os créditos fossem dados a ele apenas pelo "arranjo musical".:8
O filme se tornou um sucesso imediato. Essa foi a primeira trilha sonora totalmente sinfônica de Korngold, e foi um absoluto marco em sua carreira, já que ele havia se tornado o primeiro compositor conhecido internacionalmente a assinar um contrato com um estúdio de cinema.:10 A produção também alavancou Flynn ao sucesso e deu um grande impulso à carreira de de Havilland. Korngold fez a trilha sonora de mais seis filmes estrelados por Flynn.:21 A história também abriu caminho para outras produções de fantasia e aventuras românticas, que não eram vistas desde a era do cinema mudo.:9

## Prêmios e homenagens
Apesar de não ter sido indicado, Michael Curtiz recebeu o segundo maior número de votos para melhor diretor como uma indicação por escrito. Erich Wolfgang Korngold e Casey Robinson, também não indicados, receberam substancialmente mais votos por escrito do que a maioria dos indicados oficiais.
| Ano  | Cerimônia | Categoria            | Indicado                              | Resultado | Ref.          |
| ---- | --------- | -------------------- | ------------------------------------- | --------- | ------------- |
| 1936 | Oscar     | Melhor filme         | Harry Joe Brown & Gordon Hollingshead | Indicado  | [ 21 ] [ 22 ] |
| 1936 | Oscar     | Melhor roteiro       | Casey Robinson                        | Indicado  | [ 21 ] [ 22 ] |
| 1936 | Oscar     | Melhor trilha sonora | Erich Wolfgang Korngold               | Indicado  | [ 21 ] [ 22 ] |
| 1936 | Oscar     | Melhor som           | Nathan Levinson                       | Indicado  | [ 21 ] [ 22 ] |

O filme foi reconhecido pelo Instituto Americano de Cinema nas seguintes listas:
- 2001: 100 Anos...100 Emoções – Indicado[23]
- 2003: 100 Anos...100 Heróis e Vilões
  - Peter Blood – Herói Indicado[24]
- 2005: 100 Anos de Trilhas Sonoras – Indicado[25]

## Adaptação para a rádio
Em 22 de fevereiro de 1937, o filme foi apresentado em uma transmissão de uma hora do Lux Radio Theatre. Errol Flynn, Olivia de Havilland e Basil Rathbone reprisaram seus papéis. A versão para a rádio está incluída entre os recursos especiais da versão em DVD de 2005.

## Na cultura popular
Um clipe do filme foi usado no filme "Os Goonies" (1985).